# Paracladiscus atricolor
Paracladiscus atricolor is een keversoort uit de familie mierkevers (Cleridae). De wetenschappelijke naam van de soort is voor het eerst geldig gepubliceerd in 1965 door Miyatake.